# شهرستان ویلیاندی
شهرستان ویلیاندی (به استونیایی: Viljandi maakond) یکی از شهرستان‌های کشور استونی است.
این شهرستان در سال ۲۰۱۱ میلادی ۵۵٬۲۷۵ نفر جمعیت داشته‌است و مرکز آن شهر ویلیاندی است.

## نگارخانه

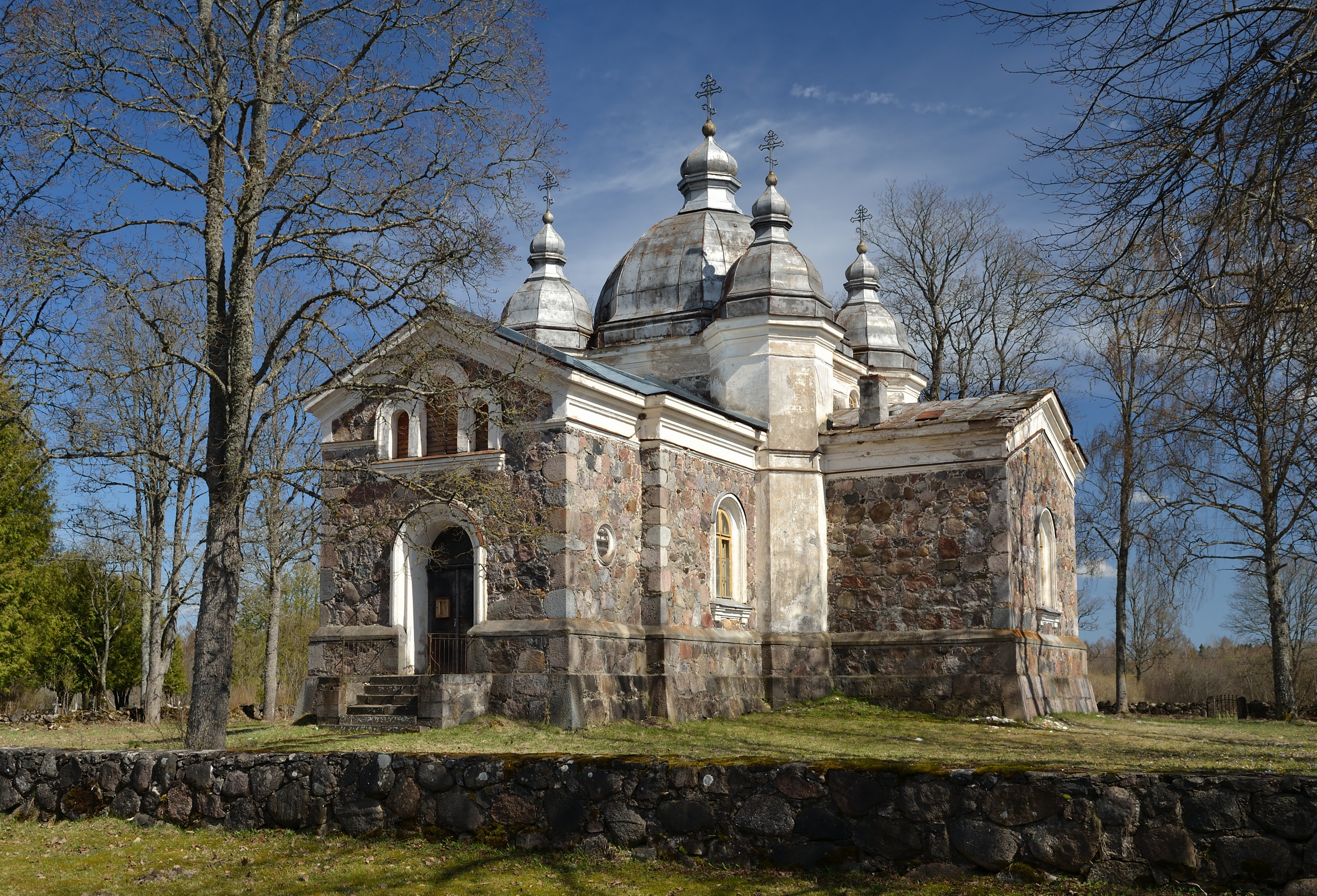
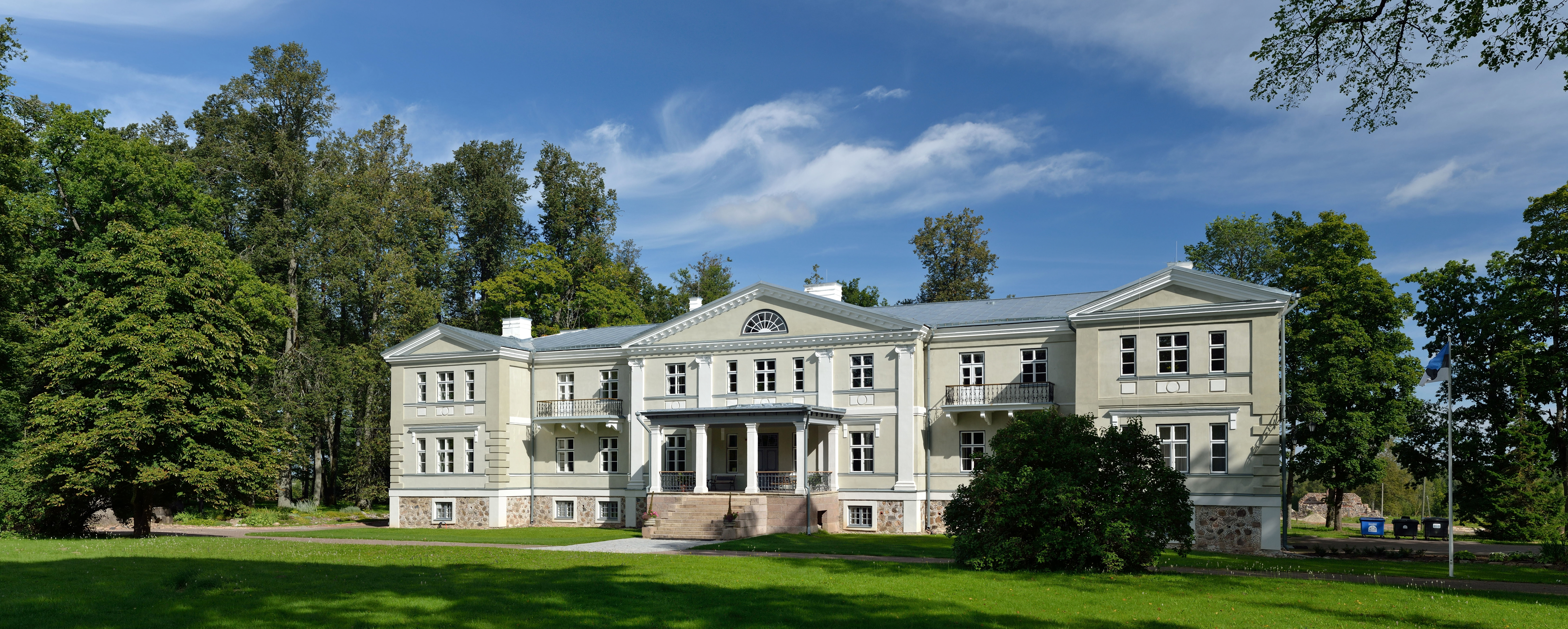
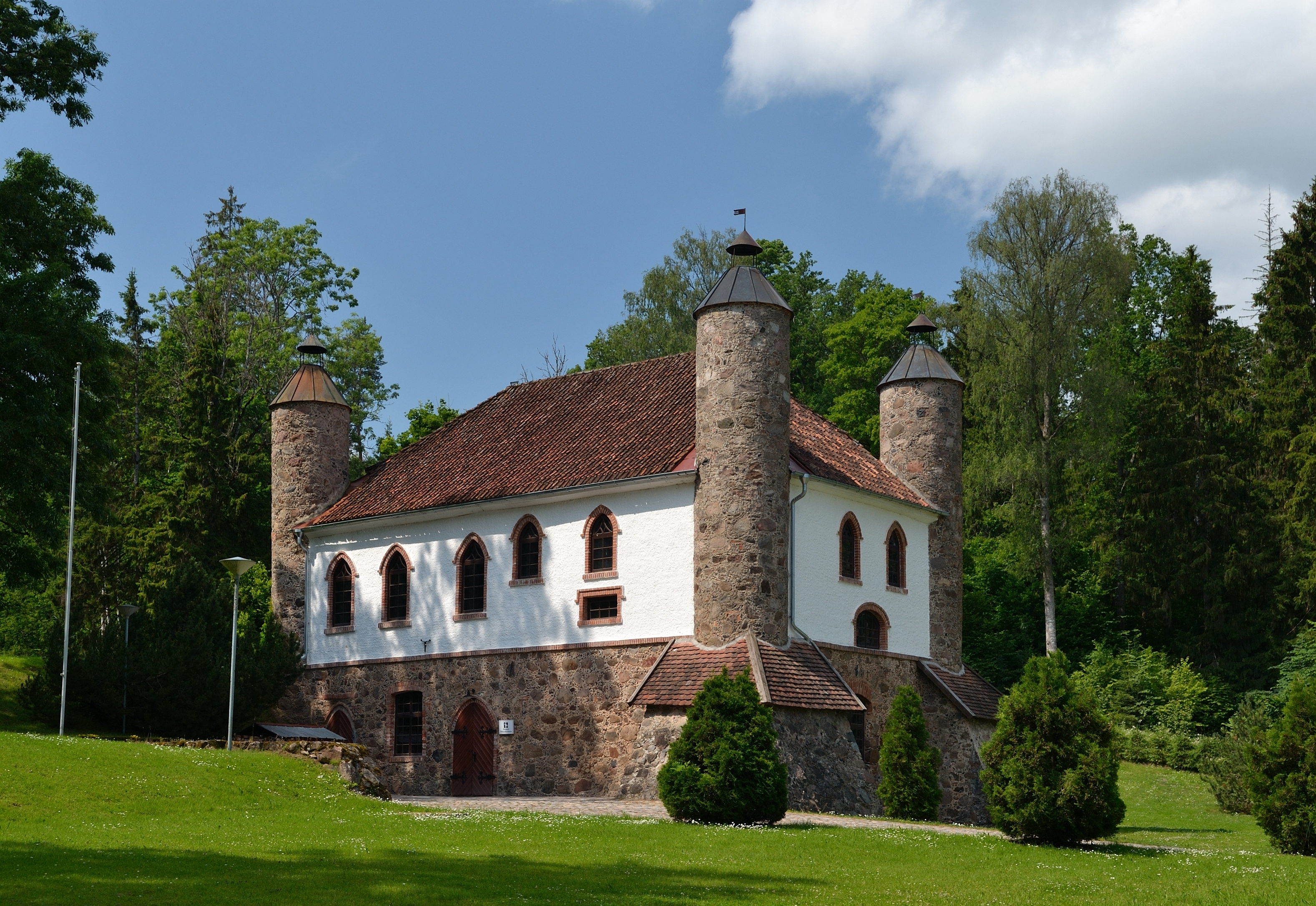
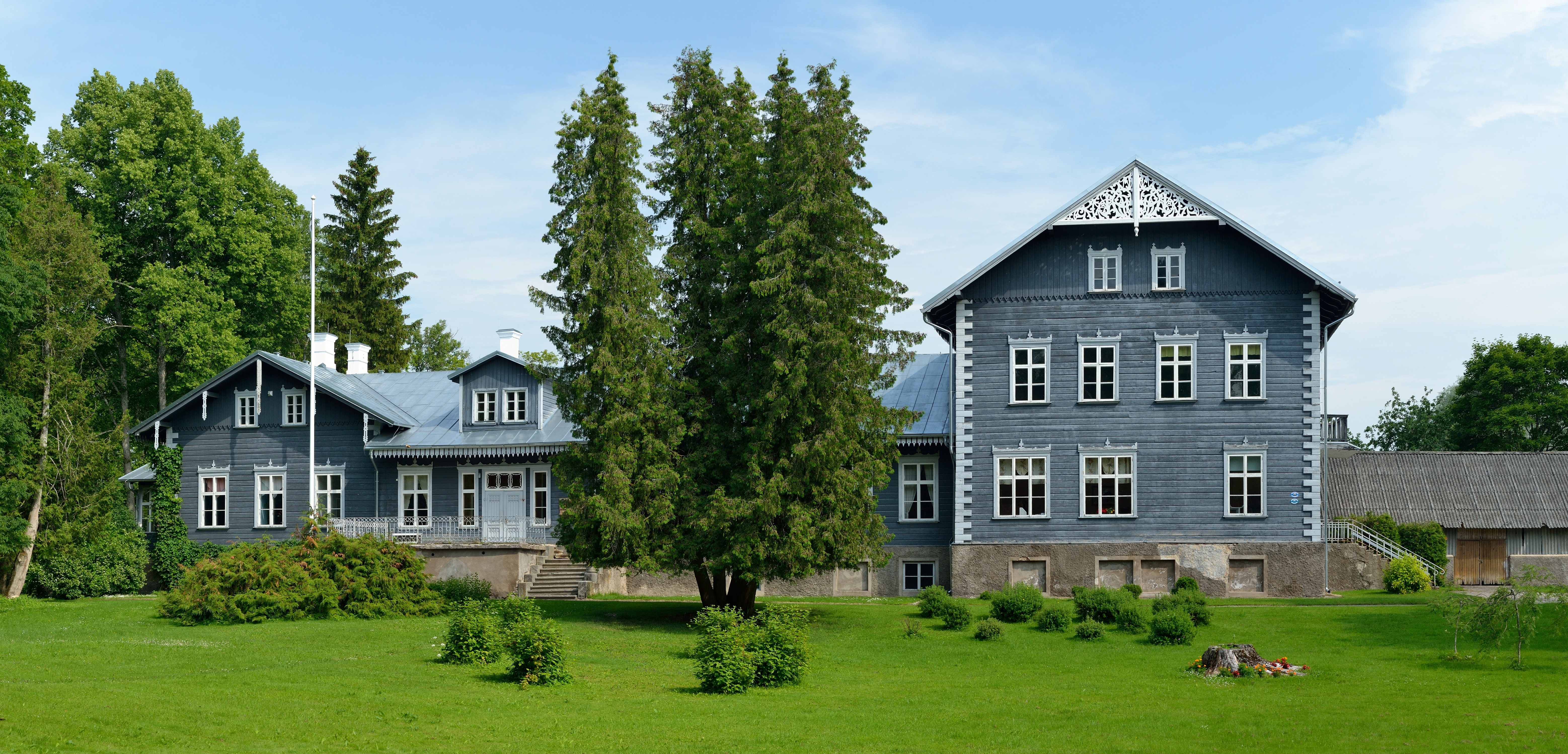
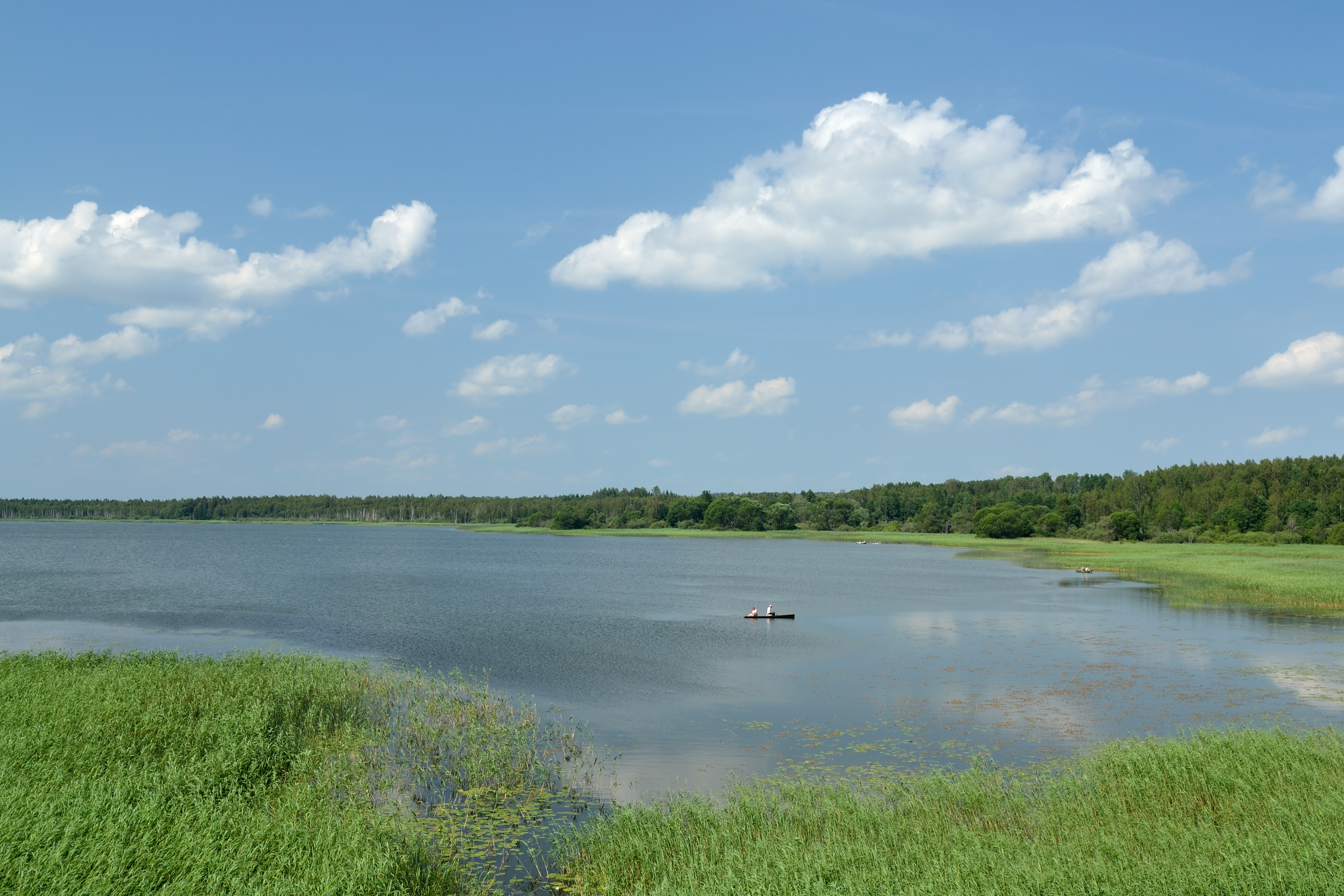
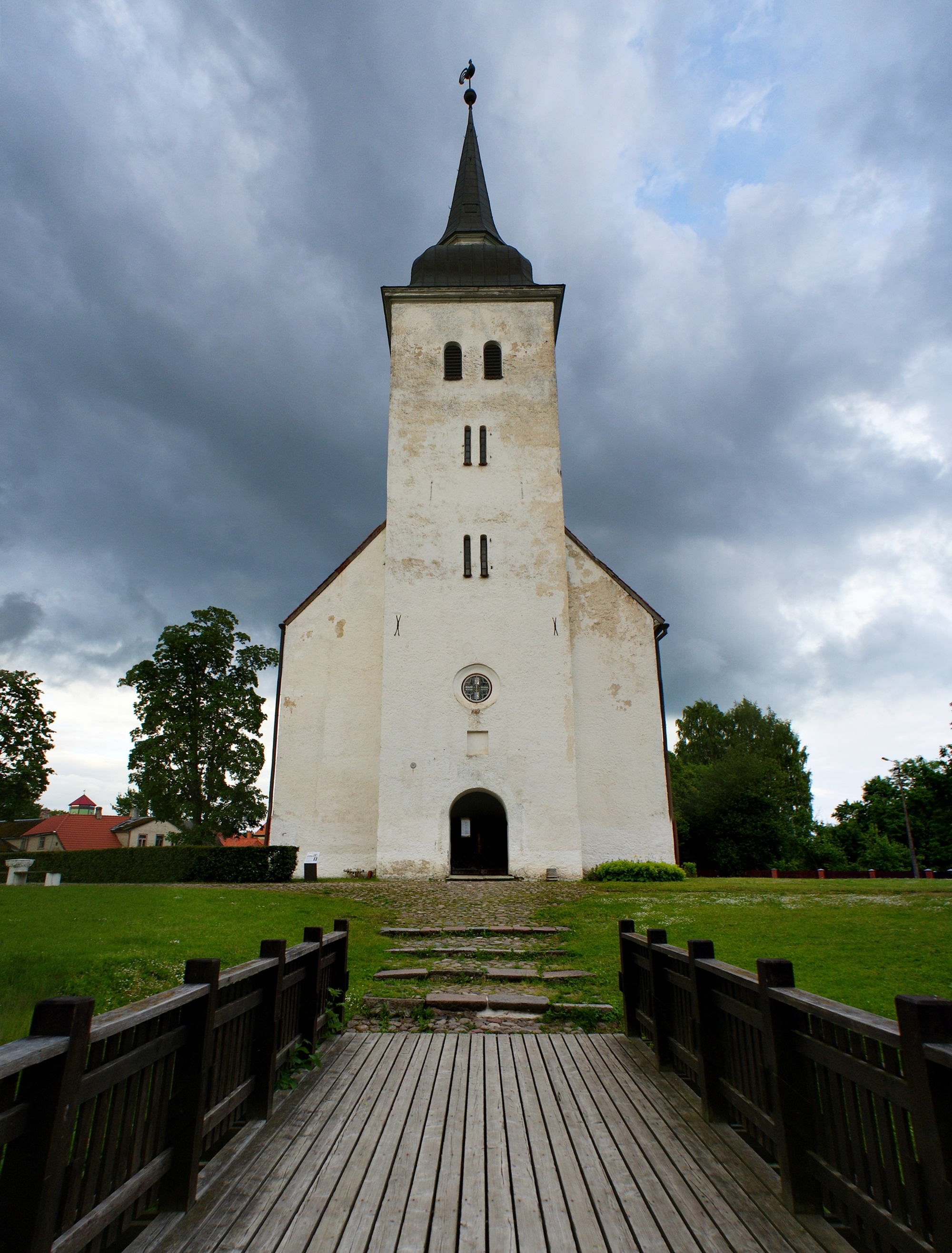

## شهرها

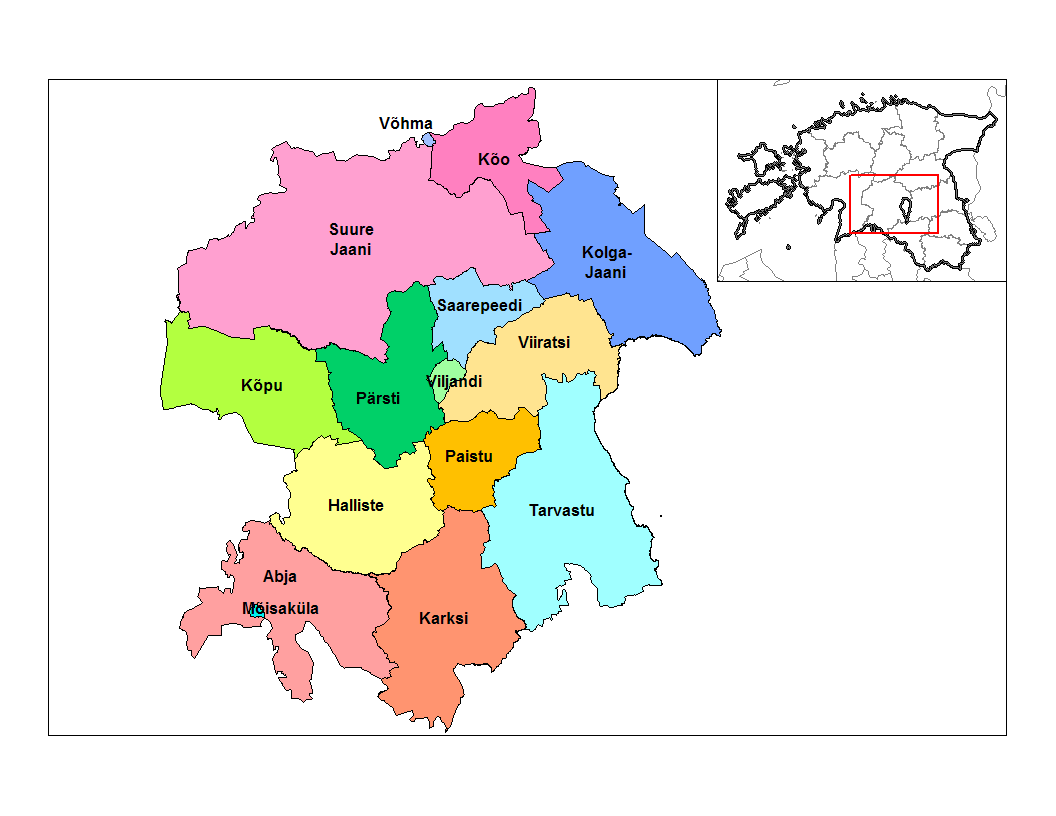
مناطق شهری

- مویساکولا
- ویلیاندی
- ووهما

## شهرداری‌ها
| رتبه | شهرداری‌ها           | نوع     | جمعیت (۲۰۱۸) | مساحت km2 | تراکم   |
| ---- | ------------------- | ------- | ------------ | --------- | ------- |
| ۱    | دهستان مولگی        | روستایی | ۷٬۶۵۲        | ۸۸۱       | ۸٫۷     |
| ۲    | دهستان پوهیا-ساکالا | روستایی | ۸٬۲۰۳        | ۱٬۱۵۳     | ۷٫۱     |
| ۳    | دهستان ویلیاندی     | روستایی | ۱۳٬۹۵۰       | ۱٬۳۷۴     | ۱۰٫۲    |
| ۴    | ویلیاندی            | شهری    | ۱۷٬۷۵۸       | ۱۵        | ۱٬۱۸۳٫۹ |